# 2021年几内亚政变
2021年9月5日，西非国家几内亚部分军人发动兵变，扣押了总统阿尔法·孔戴，并宣布解散政府、暂停宪法实施、关闭该国陆地边境一周。

## 背景

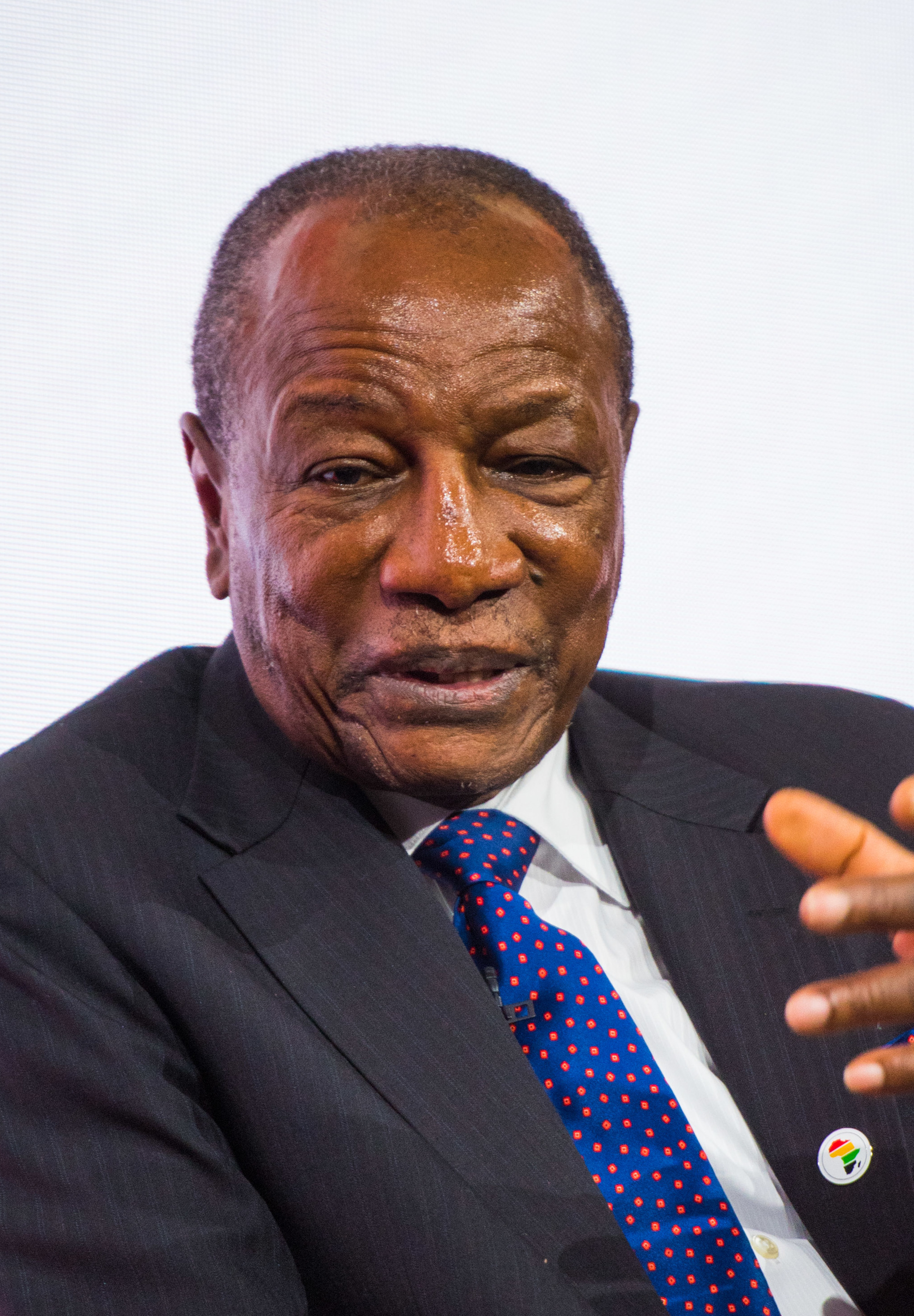
被推翻的几内亚总统阿尔法·孔戴（摄于2020年）

2010年，前反对派领导人阿尔法·孔戴当选为新一任几内亚总统，随后于2015年连任。原本该国宪法规定总统任期不得超过两届，但2020年几内亚宪法公投之后，总统任期被延长，孔戴的任期也被“重置”，并在选举舞弊的争议中成功當選連任第三屆任期。另外，孔戴治下的几内亚经济依赖矿产开发，大部份利潤被權貴中飽私囊，民众却未能从中受益，加之COVID-19疫情的冲击，导致该国经济不振；孔戴更於經濟低迷之時宣布大幅加稅及將燃油價格拉高20%以重新充實國庫，觸發民怨並導致大規模示威，孔戴卻以更嚴厲手段鐵腕镇压反对派，導致民怨更為熾熱。觸發兵變的直接導火線為政府因國庫捉襟見肘而试图削减军警开支，并得到议会批准。一位西方外交官告诉英国《每日电讯报》记者，几内亚政府曾试图解雇该国特种部队的一名高级成员，从而引发政变。

## 经过
2021年9月5日上午8时许，几内亚首都科纳克里传出阵阵枪声，当地居民表示，枪声出现在几内亚总统府和国防部所在的卡卢姆区。几内亚国防部当天下午发表声明说，政府军已击退发动袭击的叛军；但叛军称他们已扣押总统孔戴，網路上也出现了孔戴被扣押的影片。政变领导人、几内亚特种部队上校马马迪·敦布亚在国家电视台发表声明称，政变部队已掌握国家政权并扣押孔戴，并宣布解散现政府，孔戴政府的部长级官员未经允许不得出境，這些官員的护照、公用车全部由军队保管，同时陆地边界将关闭一周。此外，敦布亚聲稱為实现政权平稳过渡而宣布成立國家和解發展委員會；9月7日，几内亚军队各级军官与马马迪·敦布亚举行会谈，宣布支持政变军人及其成立的和發委軍政府。9月9日，幾內亞政變軍人下令几内亚中央银行和其他银行暂时冻结所有政府账户取款业务。
2021年10月1日，马马迪·敦布亚宣誓就任临时总统。

## 反应

### 當地
由於孔戴的统治招致民怨，而且政變叛軍亦無針對文人反對派，幾內亞民意似乎對政變表現出廣泛支持。根據路透社及BBC報導，有目擊者看到幾內亞人民在周日下午湧上街頭慶祝叛軍起義成功，歡呼的圍觀民眾伴隨著皮卡車及摩托車車手，一名女性更於自家陽台高呼「幾內亞自由了！太棒了！」。而幾內亞文人反對派領袖戴雅廬亦同時表示對政變喜聞樂見、不勝歡迎，對軍部為擊垮暴政而於9月5日所作的犧牲表示不勝感激，並期待與軍部合作攜手為國家帶來新氣象。

### 國際
联合国、非洲联盟、西非国家经济共同体等多个国际组织以及法国、美国等国家纷纷谴责此次政变，并要求政变军人立即释放总统孔戴。中华人民共和国外交部发言人汪文斌表示反对政变夺权、呼吁释放总统，希望各方克制冷静，通过对话解决问题。西非国家经济共同体和非洲联盟先後宣佈暫停幾內亞成員資格。

## 后续
2023年7月26日上午，尼日尔发生政变，随后敦布亚政府在外交上支持叛军一方。